# Zeca apresenta o Quintal do Pagodinho ao Vivo
Zeca apresenta o Quintal do Pagodinho ao Vivo é um álbum ao vivo do cantor e compositor brasileiro Zeca Pagodinho, lançado em 2012. Com produção de Rildo Hora e lançado pela Universal Music, o álbum reúne compositores consagrados do artista em uma apresentação em formato de roda de samba na própria residência de Pagodinho em Xerém, no Rio de Janeiro. Diversos outros artistas de renome participaram do projeto, como Almir Guineto, Arlindo Cruz e Beth Carvalho.

## Antecedentes
| “ | Queria gravar com os compositores cantando os próprios sucessos. A ideia é mostrar que não existe só Zeca, o meu sucesso é o de todo mundo. O que acontece aqui é o que acontece sempre, só que a diferença é que estava gravando. | ” |

Em 2001, Zeca Pagodinho havia lançado o álbum ao vivo Quintal do Pagodinho, contendo participações de compositores de suas mais consagradas canções, como Zé Roberto, Alamir, Rixxah, entre outros. No álbum, quinze compositores de Pagodinho lançaram novas canções em uma roda de samba na residência do sambista em Xerém, distrito de Duque de Caxias, no Rio de Janeiro. Considerado um relativo sucesso da carreira de Pagodinho e um de seus primeiros álbuns ao vivo, uma nova edição do Quintal do Pagodinho voltaria a ser cogitada nos anos seguintes. O Quintal do Pagodinho foi produzido pelo maestro Rildo Hora, produtor de longa data de Pagodinho e outros grandes nomes do gênero, e lançado pela Universal Music.
Em outubro de 2011, dez anos após o lançamento de Quintal do Pagodinho, Zeca Pagodinho retomou o conceito de gravar uma versão em DVD do álbum. Desta vez, no entanto, planejava-se a inclusão de diversos outros sambistas de renome, além dos já tradicionais compositores de Pagodinho. As gravações do DVD tiveram início em outubro de 2011, no sítio de Pagodinho em Xerém, no Rio de Janeiro, contando com a participação de figuras ilustres da cultura fluminense, incluindo atores e jornalistas conceituados, como Chico Pinheiro e Antônio Pitanga.
Como parte da campanha promocional para o álbum, a equipe de Pagodinho fechou acordo com a Brahma para adaptação dos rótulos de cerveja, criando uma marca própria intitulada Quintal do Pagodinho, que figura diretamente nas imagens do DVD.

## Lista de faixas

### CD
| N.º | Título                                                                | Compositor(es)                                      | Intérprete(s)                               | Duração |  |
| 1.  | "Em Um Outdoor"                                                       | Zé Roberto                                          | Zeca Pagodinho                              | 3:33    |  |
| 2.  | "Mordomia"                                                            | Almir Guineto                                       | Almir Guineto                               | 3:34    |  |
| 3.  | "Canto de Rainha"                                                     | Arlindo Cruz                                        | Arlindo Cruz Sombrinha Beth Carvalho        | 3:15    |  |
| 4.  | "Dolores e Suas Desilusões/Coração em Desalinho"                      | Monarco Mauro Diniz Ratinho                         | Monarco Mauro Diniz Juliana Diniz           | 3:51    |  |
| 5.  | "Conflito/Caviar/Dona Esponja"                                        | Luis Grande Barbeirinho do Jacarezinho Marcos Diniz | Trio Calafrio                               | 5:41    |  |
| 6.  | "Roda Ciranda/Segure Tudo/Casa de Bamba"                              | Martinho da Vila                                    | Martinho da Vila                            | 4:26    |  |
| 7.  | "Minta Meu Sonho"                                                     | Jorge Aragão                                        | Jorge Aragão                                | 3:13    |  |
| 8.  | "Vou Botar Teu Nome na Macumba/Quem é Ela?"                           | Zeca Pagodinho Dudu Nobre                           | Dudu Nobre                                  | 5:53    |  |
| 9.  | "Quintal do Céu"                                                      | Wilson Moreira Jorge Aragão                         | Seu Jorge                                   | 4:41    |  |
| 10. | "Mas Que Nada"                                                        | Jorge Ben Jor                                       | Jorge Ben Jor                               | 4:36    |  |
| 11. | "Brincadeira Tem Hora"                                                | Zeca Pagodinho Beto Sem Braço                       | Xande de Pilares                            | 3:21    |  |
| 12. | "Letreiro"                                                            | Dunga                                               | Dunga                                       | 3:00    |  |
| 13. | "A Voz do Meu Samba"                                                  | Mumuzinho André Renato                              | Mumuzinho                                   | 3:44    |  |
| 14. | "Quando Eu Contar (Iaiá)/Deixa a Vida Me Levar"                       | Serginho Meriti Beto Sem Braço                      | Serginho Meriti                             | 3:52    |  |
| 15. | "Alma Boêmia/Você é o Espinho e Não a Flor/A Vitória Demora, Mas Vem" |                                                     | Arlindo Neto Renato Milagres Juninho Thybau | 6:20    |  |
| 16. | "O Penetra/O Pai Coruja/O Vacilão"                                    | Zé Roberto                                          | Zé Roberto                                  | 5:28    |  |

## Créditos
- Zeca Pagodinho - vocais
- Paulão Sete Cordas - violão de sete cordas
- Louis Louchard - baixo, violão
- Paulinho Galeto - cavaquinho
- Marcos Esguleba - tantã, pandeiro, percussão
- Felipe D'Angola - repique, caixa[6]
- Gordinho - surdo